# Hippuritoida
Hippuritoida, rudysty – wymarły rząd małży zaliczanych do Heterodonta, żyjący w jurze i kredzie, obejmujący gatunki o niejednakowo wykształconych połówkach muszli, z dwoma mięśniami zwieraczy i zawiasami typu pachydontowego. 
Najczęściej były to zwierzęta bentoniczne, od późnej jury do późnej kredy żyjące w płytkich morzach strefy równikowej i budujące duże struktury wapienne (np. biostromy) będące odpowiednikiem raf koralowych.